# Galgenen
Galgenen är en ort och kommun i distriktet March i kantonen Schwyz, Schweiz. Kommunen hade 5 431 invånare (2023).